# أدريان أميس
أدريان أميس (بالإنجليزية: Adrienne Ames) (3 أغسطس 1907 - 31 مايو 1947)، ممثلة أفلام أمريكية .

## وصلات خارجية
- أدريان أميس على موقع IMDb (الإنجليزية)
- أدريان أميس على موقع ألو سيني (الفرنسية)
- أدريان أميس على موقع أول موفي (الإنجليزية)
- أدريان أميس على موقع قاعدة بيانات برودواي على الإنترنت (الإنجليزية)
- أدريان أميس على موقع قاعدة بيانات الأفلام السويدية (السويدية)
- أدريان أميس على موقع إن إن دي بي (الإنجليزية)
- أدريان أميس على موقع قاعدة بيانات الفيلم (الإنجليزية)
- أدريان أميس على موقع كينوبويسك (الروسية)
- The Private Life and Times of Adrienne Ames
- Adrienne Ames at Virtual History